# Шмачков, Алексей Иванович
Алексей Иванович Шмачков (1929 — 2019) — советский, российский педагог. Народный учитель СССР (1991). 

## Биография
Алексей Шмачков родился 9 декабря 1929 года (по другим источникам — в 1928 году) в селе Сельцо-Сергиевка Шиловского района (ныне Рязанской области).
После службы в армии работал в МТС, что была неподалеку от его родной деревни Сельцо-Сергиевки, – шофером, заведующим мастерскими, главным инженером. МТС расформировали, на её базе организовали сельское профтехучилище. А. Шмачков остался в Инякинском СПТУ старшим мастером. По специальности — механик, в системе профессионально-технического образования работал с 1961 года, пройдя путь от мастера производственного обучения до директора профессионально-технического училища (ныне — Инякинский агролицей № 24 Шиловского района Рязанской области). Бессменно руководил техникумом 46 лет.
Внёс крупный вклад в развитие и совершенствование учебно-материальной базы учебного заведения. Начав деятельность по созданию училища на базе ремонтной мастерской, удалось создать учебный комплекс — по существу, городок на окраине села Инякино: учебный корпус, лабораторно-практический корпус на 720 ученических мест, общественно-бытовой блок со столовой на 200 посадочный мест и спортивным залом, 3 общежития на 600 человек, 6 жилых 18- и 24-квартирных домов. Для обслуживания этого большого комплекса имеются свои очистительные сооружения, водоснабжение, котельная. Все учебные, производственные и жилые объекты отличаются высокой культурой их содержания.
Директор постоянно поддерживал связь с сельскохозяйственными и другими организациями областного и районных уровней по решению научно-технических, учебных и производственных задач. На базе училища проводится экспериментальная работа по организации производственного обучения в учебном хозяйстве.
В своей практической работе большое внимание директор уделяет развитию учебного хозяйства как лаборатории под открытым небом, где учащиеся осваивают передовые технологии возделывания сельскохозяйственных культур.
По личной инициативе директора проводится постоянная работа по расширению пахотных земель, которые в настоящее время составляют около 2 тыс. га, по проведению культуртехнических работ, обеспечивающих стабильный рост урожайности сельскохозяйственных культур на песчаных почвах. 
Умер в октябре 2019 года.

## Награды и звания
- Заслуженный учитель профтехобразования РСФСР
- Народный учитель СССР (1991)
- Орден Ленина
- Орден Почёта (1999)[4]
- Значок «Отличник профтехобразования РСФСР»
- Почётный гражданин Шиловского района.